# Кичкасский район
Кичкасский район (нем. Deutscher Kreis Kitschkas) — административно-территориальная единица в составе Оренбургской области, существовавшая в 1934—1938 годах. Центр — село Кичкасс.
Кичкасский район был образован 10 ноября 1934 года. В его состав вошли Деевский, Кичкасский, Петровский, Преторийский и Степановский с/с, выделенные из Покровского района.
В 1937 году в состав Кичкасского района был передан Уранбашский с/с Павловского района.
1 октября 1938 года Кичкасский немецкий национальный район был упразднён. При этом Петровский с/с был передан в Александровский район; Деевский и Ново-Никольский с/с — в Белозерский район; Кичкасский, Кутлумбетовский, Степановский и Уранбашский с/с — в Переволоцкий район; Габдрафиковский и Преторийский с/с — в Покровский район.
В состав района входили:
1. Деевский с/с (с. Деевка, с. Романовка),
2. Долиновский с/с (с. Долиновка, с. Родничное),
3. Каменский с/с (с. Каменка, с. Ротштерн,  х. Труд),
4. Камышевский  с/с (с. Зеленое, с. Камышевка, с. Подгорное, с. Черное Озеро),
5. Кичкасский  с/с (с. Кичкасс, с. Клубниково, с. Кубанка),
6. Николаевский  с/с (с. Канцеровка, с. Николаевка, с. Фёдоровка),
7. Петровский  с/с (с. Петровка, с. Хортица,  х. Петровская),
8. Преторийский  с/с (с. Карагуй, с. Любимовка, с. Претория, с. Суворовка,  х. Форвертс),
9. Степановский  с/с (с. Алисово, с. Добровка, с. Степановка).